# روبرتو ميدينا
روبرتو ميدينا (بالإسبانية: Roberto Medina)‏ (18 أبريل 1968 بمدينة مكسيكو في المكسيك - ) هو مدرب كرة قدم ولاعب كرة قدم مكسيكي في مركز الدفاع. شارك مع منتخب المكسيك لكرة القدم. أما مع النوادي، فقد لعب مع أتلانتي إف سي وكلوب ليون ونادي أونيفرسيداد ناسيونال ونادي باتشوكا ونادي بويبلا ونادي تيكوس ونادي مونتيري وأتلاتيكو إيرابواتو وتيبورونيس روخوس دي فيراكروز وزاكاتيبيك.

## مسيرته الكروية
لعب روبرتو ميدينا خلال مسيرته الاحترافية مع 9 أندية في ستة عشر موسمًا وسجل خلالها 28 هدفًا ضمن 398 مباراة. ولم يفز بأي موسم بالكأس وفاز في موسمين بالدوري.
خاض روبرتو ميدينا مسيرته مع نادي أونيفرسيداد ناسيونال في موسم 1988–89 ليلعب معه أربعة مواسم، مشاركًا في 92 مباراة سجل خلالها 3 أهداف. ثم انتقل إلى نادي باتشوكا في موسم 1992–93 لمدة موسم واحد، حيث شارك في 38 مباراة سجل خلالها 7 أهداف. لينتقل بعدها إلى نادي تيكوس في موسم 1993–94 لمدة موسم واحد، مشاركًا في 26 مباراة سجل خلالها هدفًا واحدًا. ثم انتقل إلى نادي مونتيري في موسم 1994–95 واستمر معه طيلة ثلاثة مواسم، مشاركًا في 97 مباراة سجل خلالها 8 أهداف. هذا وانتقل لاحقًا إلى نادي كلوب ليون في موسم 1997–98 ولمدة موسمين، مشاركًا في 63 مباراة سجل خلالها 6 أهداف. ثم انتقل بعدها إلى نادي بويبلا في موسم 1999–00 لمدة موسم واحد، مشاركًا في 33 مباراة سجل خلالها هدفًا واحدًا. ليعود وينتقل من جديد، لكن هذه المرة إلى نادي أتلانتي إف سي في موسم 2000–01 في المرة الأولى لمدة موسم واحد ثم في موسم 2002–03 لمدة موسم واحد، مشاركًا طوالها في 19 مباراة سجل خلالها هدفًا واحدًا أيضًا. لينتقل بعدها إلى نادي تيبورونيس روخوس دي فيراكروز في موسم 2001–02 لمدة موسم واحد، مشاركًا في 15 مباراة سجل خلالها هدفًا واحدًا أيضًا.

## وصلات خارجية
- روبرتو ميدينا على موقع قاعدة بيانات كرة القدم.إي يو (الإنجليزية)
- روبرتو ميدينا على موقع ناشيونال فوتبول تيمز (الإنجليزية)